# Buddelundiella caprae
Buddelundiella caprae is een pissebed uit de familie Buddelundiellidae. De wetenschappelijke naam van de soort is voor het eerst geldig gepubliceerd in 1954 door Brian.